# Hugo Gomes dos Santos Silva
Hugo Gomes dos Santos Silva (Rio de Janeiro, 18 maart 1995), beter bekend als Jajá, is een Braziliaans voetballer. De middenvelder staat sinds 15 maart onder contract bij Madura United FC uit Indonesië.

## Carrière
Jajá werd geboren in Rio de Janeiro, waar hij begon met voetballen bij Tigres do Brasil. In 2006 werd hij opgenomen in de jeugdopleiding van Flamengo, waar hij op 1 januari 2015 zijn eerste profcontract tekende. Jajá debuteerde op 11 september 2015 in de hoofdmacht van Flamengo, tijdens de met 2-0 gewonnen wedstrijd tegen Cruzeiro.
Jajá werd in eigen land verhuurd aan Avaí, Tombense en Vila Nova. In 2018 beproefde hij voor het eerst zijn geluk in Europa, toen hij werd uitgeleend aan Kalmar FF. In Zweden kwam Jajá slechts tot drie wedstrijden.
In 2020 maakte Kalmar FF bekend dat Jajá terugkeerde bij de club. Hij tekende tot het einde van het seizoen, met een optie om de verbintenis met één jaar te verlengen. Jajá kwam echter geen minuut in actie. Kalmar FF maakte op 14 december 2020 bekend dat het contract van de Braziliaan niet werd verlengd. In maart 2021 tekende hij een contact bij Madura United FC uit Indonesië.